# Crash Time
Crash Time est une série de jeux vidéo de course basée sur la série télévisée allemande Alerte Cobra.

## Titres
- 2005 : Alarm for Cobra 11: Hot Pursuit (PlayStation 2)
- 2007 : Alerte Cobra Nitro[1] (Windows)
- 2007 : Crash Time (Windows, Xbox 360)[2]
- 2008 : Crash Time 2 (Windows, Xbox 360)[3]
- 2009 : Crash Time 3 (Windows, Xbox 360)[4]
- 2012 : Crash Time 4: The Syndicate (Windows, Xbox 360, PlayStation 3)[5]
- 2012 : Crash Time 3D (Nintendo 3DS)
- 2013 : Crash Time 5: Undercover (Windows, Xbox 360, PlayStation 3)[6]